# Plectrocnemia crassicornis
Plectrocnemia crassicornis är en nattsländeart som först beskrevs av Walker 1852.  Plectrocnemia crassicornis ingår i släktet Plectrocnemia och familjen fångstnätnattsländor. Inga underarter finns listade i Catalogue of Life.